# Respuesta a Job
Respuesta a Job (en alemán Antwort auf Hiob) es una obra de 1952 del psiquiatra y psicólogo suizo Carl Gustav Jung que aborda las implicaciones morales, mitológicas y psicológicas del Libro de Job. Fue publicado inicialmente como Antwort auf Hiob (Zúrich, 1952) y traducido al inglés (Londres, 1954).

## Contenido
Jung considera el Libro de Job un hito en el desarrollo del "drama divino", contemplándose por primera vez la crítica de Dios (Gotteskritik).
La meta principal en su Respuesta a Job se concentra en exponer la imagen divina en tanto es experimentada psicológicamente por el hombre moderno, es decir, valorar las "verdades anímicas" de las Sagradas Escrituras pues éstas responden a "declaraciones del alma" que trascienden la psicología personal apuntando a los arquetipos de lo inconsciente colectivo.
Se pretende así calibrar una reacción subjetiva al relato de Job que explique esa inquietud inconsciente que ha ido irrumpiendo en los sueños, visiones y revelaciones de la humanidad desde el origen de los tiempos y que no ha podido verse obturada del todo por la representación de Dios como Summum bonum que estableció y popularizó el Nuevo Testamento.

## Recepción
La autora Joyce Carol Oates, en su revista "Legendary Jung" (de su colección de ensayos The Profane Art), considera Respuesta a Job la obra más importante de Jung.

## Edición en castellano
- Jung, Carl Gustav (2014, 2023 reimpresión). Respuesta a Job. Colección Estructuras y Procesos. Religión. Traducción Rafael Fernández de Maruri. Madrid: Trotta. ISBN 978-84-9879-516-5.
- – (2008). «IX. Respuesta a Job (1952)». Obra completa de Carl Gustav Jung. Volumen 11: Acerca de la psicología de la religión occidental y de la religión oriental. Traducción Rafael Fernández de Maruri. Madrid: Trotta. ISBN 978-84-8164-902-4/ ISBN 978-84-8164-907-9.
- – (1992, 2008). Respuesta a Job. Traducción Andrés Sánchez Pascual. México: Fondo de Cultura Económica. ISBN 9789681681753.